# Strahinja Jevremović
Strahinja Jevremović (20 agosto 1999) è un giocatore di football americano serbo, che gioca nel ruolo di cornerback per gli Jagodina Black Hornets.